# الدوري البلغاري الممتاز 1962-63
الدوري البلغاري الممتاز 1962-63 (بالبلغارية: „А“ група 1962/63)‏ هو الموسم 39 من الدوري البلغاري الممتاز. أشرف على تنظيمه اتحاد بلغاريا لكرة القدم، وكان عدد الأندية المشاركة فيه 16، وفاز فيه سبارتاك بلوفديف.